# Arabella Spencer-Churchill

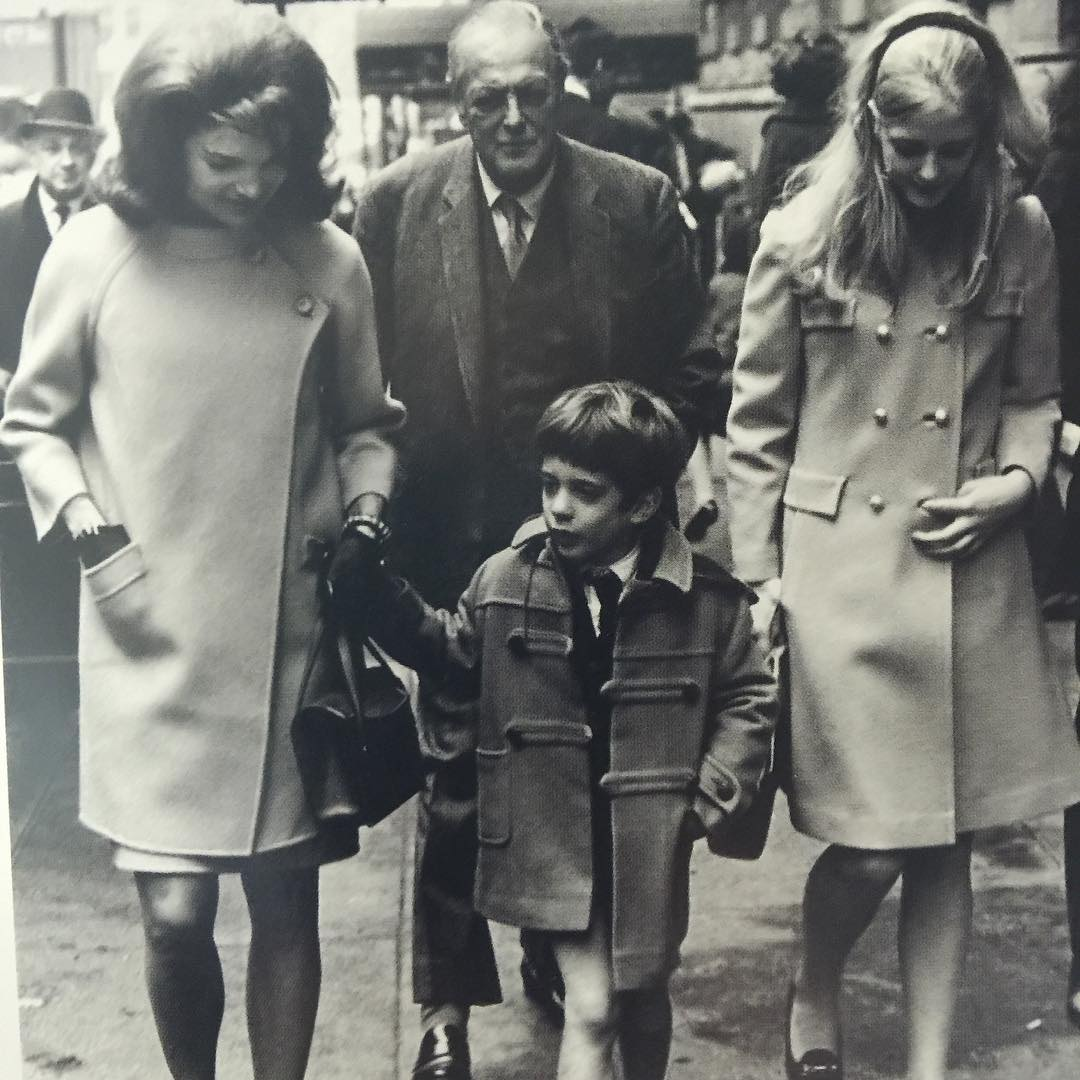
Randolph Churchill mit seiner Tochter Arabella (rechts), Jacqueline Kennedy sowie deren Sohn John F. Kennedy Jr. in New York (1966)

Arabella Spencer-Churchill (genannt Arabella Churchill oder Bella; * 30. Oktober 1949 in Westminster; † 20. Dezember 2007 in Glastonbury) war eine Mitbegründerin des Glastonbury Festivals.

## Herkunft, Kindheit und Jugend
Arabella Churchill entstammte der englischen Familie Spencer-Churchill, deren Vorfahren mütterlicherseits von der Familie Churchill abstammten. Sie war die einzige Tochter von Randolph Frederick Churchill und dessen zweiten Frau June Hermione, damit war sie eine Enkelin des Premierministers Sir Winston Churchill und eine Halbschwester von Winston Spencer-Churchill. Zu ihrem berühmten Großvater hatte sie als Kind und Jugendliche eine enge Beziehung. Sie besuchte ihn häufig in seinem Haus in Chartwell und auch noch in den letzten Monaten vor seinem Tod 1965 in seinem Londoner Haus am Hyde Park. Im März 1954 war die Fünfjährige das Titelmodell für das Life Magazin. Sie wurde in den Schulen Fitham House in Hampshire und in der Ladymede School bei Aylesbury erzogen. Als junge Frau war sie Model für Vogue. Ihre Mutter, die ihr ein Haus in Notting Hill gekauft hatte, führte sie in die Londoner Gesellschaft ein. 1967 wurde sie zur Debütantin des Jahres gewählt und 1970 spekulierte die Presse über eine Beziehung zwischen ihr und dem schwedischen Kronprinzen Carl Gustav. 

## Annäherung an die Hippie-Szene
Arabella arbeitete in der PR-Abteilung von London Weekend Television und für die British Leprosy Relief Association, einer gemeinnützigen Vereinigung zur Bekämpfung von Lepra, dazu unterstützte sie Wohltätigkeitsveranstaltungen wie einen Ball zugunsten der Opfer des Biafra-Krieges. Als sie im März 1971 gefragt wurde, ob sie als Botschafterin des jährlich stattfinden Azaleen-Festivals der NATO in Norfolk dienen könne, lehnte sie dies ab. Ihre Ablehnung, die sie mit ihrer grundsätzlichen Ablehnung der NATO begründete, veröffentlichte sie in einem offenen Brief im Rolling Stone, womit sie einen Sturm der Entrüstung auslöste. Sie zog sich nach Worthy Farm bei Glastonbury zurück, wo sie Andrew Kerr, einen langjährigen Freund und ehemaligen Assistenten ihres Vaters, traf. Der Milchbauer Michael Eavis hatte bereits im Vorjahr das Pilton Pop, Blues and Folk Festival veranstaltet, und Kerr plante die Veranstaltung eines neuen, kostenlosen Musikfestivals, das zur Sommersonnenwende stattfinden sollte und als Alternative zu kommerziellen Festivals dienen sollte. Arabella unterstützte Kerr in der Organisation und bei der Finanzierung des als Glastonbury Fayre bekannt gewordenen Festivals, das im Juni 1971 auf dem Gelände von Michael Eavis stattfand.

## Mitorganisatorin des Glastonbury Festivals
Am 10. August 1972 heiratete sie in der Essex Street Chapel in Kensington den Lehrer James Jude Barton. Sie hatte mit ihm einen Sohn, Nicholas Jake, doch die Ehe wurde bald wieder geschieden. Churchill zog sich danach auf eine Farm in Wales zurück, bevor sie Ende 1976 in der Londoner Hausbesetzerszene aktiv wurde und kurzzeitig ein alternatives Hausbesetzer-Restaurant leitete. 1979 griff sie zusammen mit Bill Harkin wieder die Idee eines alternativen Festivals in Glastonbury auf. Auf ihr Beharren wurde die zweite Glastonbury Fayre dem Internationalen Jahr des Kindes gewidmet. Daraus entstand ihre 1981 gegründete Organisation Children's World Charity, die die kulturelle Erziehung von Kindern vor allem in Somerset und Südwestengland fördert. Da die Fayre von 1979 trotz großer Popularität finanziell ein Misserfolg war, konnte erst 1981 ein erstmals Glastonbury Festival genanntes Festival stattfinden. Arabella organisierte und leitete bei diesem Festival das Children's field, in den nächsten Jahren erweiterte sie das Festival um die Theatre & Circus Fields. Am 27. April 1988 hatte sie in Shepton Mallet den Jongleur Haggis McLeod geheiratet, den sie beim vergangenen Glastonbury Festival kennengelernt hatte. Aus dieser Ehe hatte sie eine Tochter, Jessica. Neben ihrer Arbeit für Children's World Charity investierte Arabella viel Zeit und Energie in das immer erfolgreicher werdende Festival, das 1990 in Glastonbury Festival of Contemporary Performing Arts umbenannt wurde. Daneben arbeitete für den National Trust als ehrenamtliche Führerin durch Chartwell, dem Wohnsitz ihres Großvaters. 1999 weitete sie die Arbeit von Children's World Charity aus und gründete Children's World International, das in Albanien und im Kosovo aktiv war. Nach dem Tsunami von 2004 war die Organisation auch in Sri Lanka, Thailand und Indonesien tätig. 

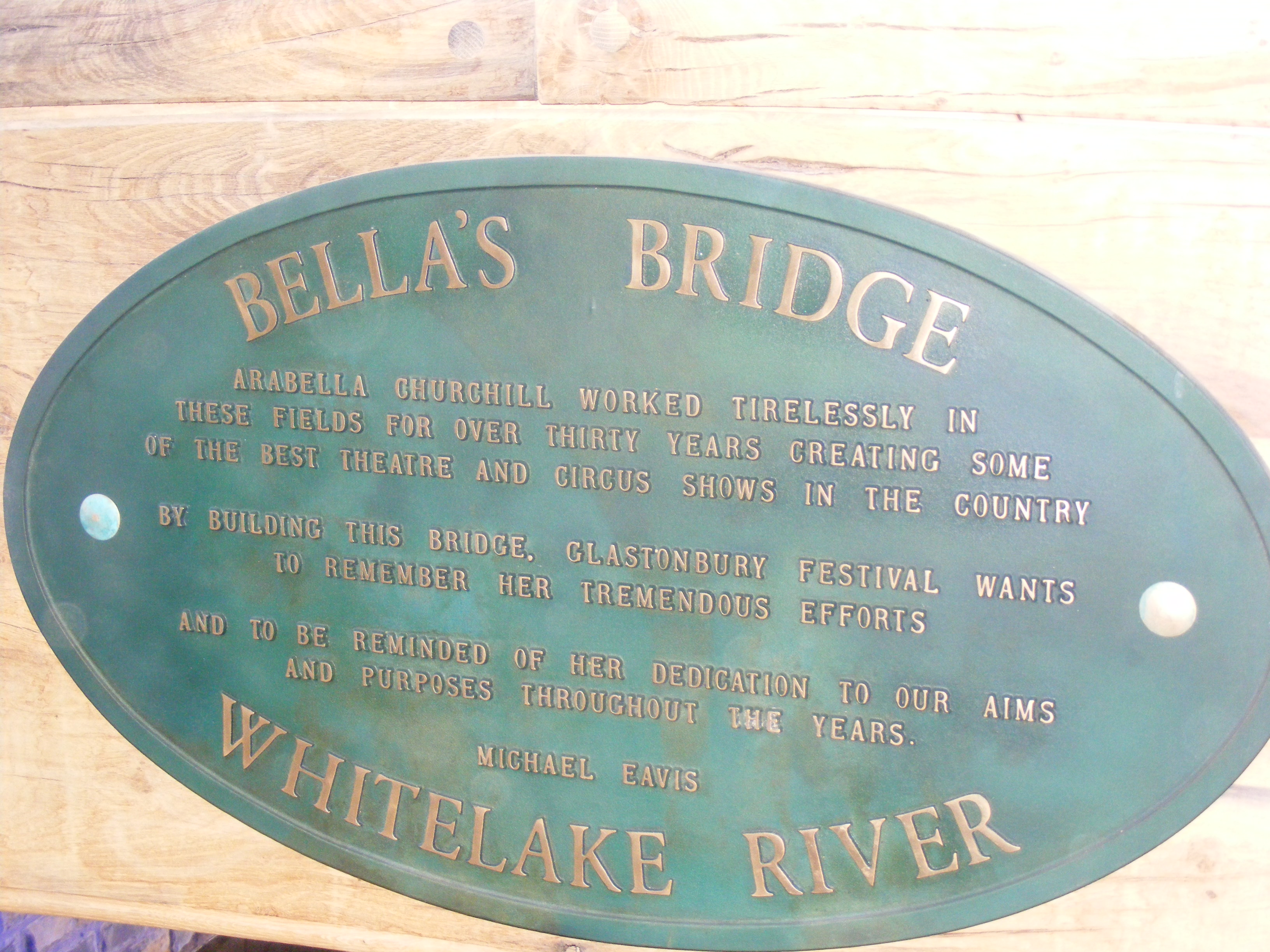
Gedenkplakette an Arabella Churchill auf Bella's Bridge auf dem Gelände des Glastonbury Festival

## Tod und Nachwirkung
Obwohl sie an Bauchspeicheldrüsenkrebs erkrankt war, arbeitete sie bis zwei Wochen vor ihrem Tod an der Organisation des Glastonbury Festivals. Michael Eavis ließ zu ihrem Andenken Bella's Bridge errichten, eine hölzerne Brücke, die auf dem Festivalgelände bei Glastonbury den Whitelake River überspannt und die nach dem sogenannten Bella's Field führt. Ihr Mann und ihre Tochter führen ihre Arbeit beim Glastonbury Festival fort.